# Gamasa
Gamasa (persiska: گَماسا, کماسا, Kamāsā) är en ort i Iran. Den ligger i provinsen Hamadan, i den nordvästra delen av landet, 270 km sydväst om huvudstaden Teheran. Gamasa ligger 2 087 meter över havet och antalet invånare är 925.
Terrängen runt Gamasa är kuperad, och sluttar norrut. Runt Gamasa är det ganska tätbefolkat, med 56 invånare per kvadratkilometer. Gamasa är det största samhället i trakten. Trakten runt Gamasa består i huvudsak av gräsmarker.